# Pachycarus
Pachycarus is een geslacht van kevers uit de familie van de loopkevers (Carabidae). De wetenschappelijke naam van het geslacht is voor het eerst geldig gepubliceerd in 1835 door Solier.

## Soorten
Het geslacht Pachycarus omvat de volgende soorten:
- Pachycarus aculeatus Reiche & Saulcy, 1855
- Pachycarus artipunctatus (Dvorak, 1993)
- Pachycarus atrocoeruleus (Waltl, 1838)
- Pachycarus brevipennis Chaudoir, 1850
- Pachycarus cyaneus (Dejean, 1830)
- Pachycarus latreillei Solier, 1835
- Pachycarus macedonicus V. & B.Gueorguiev, 1997